# Liste des ministres italiens de l'Éducation
Cet article dresse la liste des ministres italiens de l'Éducation depuis la création du ministère, en 1861, sauf entre 2001 et 2006 puis de 2008 à 2020, périodes d'existence du ministère de l'Éducation, de l'Enseignement supérieur et de la Recherche.
Le ministre actuel est Giuseppe Valditara, nommé le 22 octobre 2022 par le président de la République Sergio Mattarella, sur proposition de la présidente du Conseil des ministres Giorgia Meloni.

## Liste

### Royaume d'Italie
|                                                       | Francesco De Sanctis            | 17 mars 1861 – 3 mars 1862           | Cavour IV            |
| Ricasoli I                                            | Francesco De Sanctis            | 17 mars 1861 – 3 mars 1862           |                      |
|                                                       | Pascal-Stanislas Mancini        | 4 mars 1862 - 31 mars 1862           | Rattazzi I           |
|                                                       | Carlo Matteucci                 | 31 mars 1862 - 8 décembre 1862       | Rattazzi I           |
|                                                       | Michele Amari                   | 8 décembre 1862 - 28 septembre 1864  | Farini               |
| Minghetti I                                           | Michele Amari                   | 8 décembre 1862 - 28 septembre 1864  |                      |
|                                                       | Giuseppe Natoli                 | 28 septembre 1864 - 31 décembre 1865 | La Marmora I         |
|                                                       | Domenico Berti                  | 31 décembre 1865 - 17 février 1867   | La Marmora II        |
| Ricasoli II                                           | Domenico Berti                  | 31 décembre 1865 - 17 février 1867   |                      |
|                                                       | Cesare Correnti                 | 17 février 1867 - 10 avril 1867      | Ricasoli II          |
|                                                       | Michele Coppino                 | 10 avril 1867 - 27 octobre 1867      | Rattazzi II          |
|                                                       | Girolamo Cantelli (par intérim) | 27 octobre 1867 – 18 novembre 1867   | Menabrea I           |
|                                                       | Emilio Broglio                  | 18 novembre 1867 – 13 mai 1869       | Menabrea I·II        |
|                                                       | Angelo Bargoni                  | 13 mai 1869 – 14 décembre 1869       | Menabrea III         |
|                                                       | Cesare Correnti                 | 14 décembre 1869 - 18 mai 1872       | Lanza                |
|                                                       | Quintino Sella (par intérim)    | 18 mai 1872 – 5 août 1872            | Lanza                |
|                                                       | Antonio Scialoja                | 5 août 1872 – 6 février 1874         | Lanza                |
| Minghetti II                                          | Antonio Scialoja                |                                      | Lanza                |
|                                                       | Girolamo Cantelli (par intérim) | 6 février 1874 – 27 septembre 1874   | Minghetti II         |
|                                                       | Ruggero Bonghi                  | 27 septembre 1874 – 20 novembre 1876 | Minghetti II         |
|                                                       | Michele Coppino                 | 20 novembre 1876 – 24 mars 1878      | Depretis I·II        |
|                                                       | Francesco De Sanctis            | 24 mars 1878 – 19 décembre 1878      | Cairoli I            |
|                                                       | Michele Coppino                 | 19 décembre 1878 – 14 juillet 1879   | Depretis III         |
|                                                       | Francesco Paolo Perez           | 14 juillet 1879 – 25 novembre 1879   | Cairoli II           |
|                                                       | Francesco De Sanctis            | 25 novembre 1879 – 2 janvier 1881    | Cairoli III          |
|                                                       | Guido Baccelli                  | 2 janvier 1881 – 30 mars 1884        | Cairoli III          |
| Depretis IV·V                                         | Guido Baccelli                  | 2 janvier 1881 – 30 mars 1884        |                      |
|                                                       | Michele Coppino                 | 30 mars 1884 – 17 février 1888       | Depretis VI·VII·VIII |
| Crispi I                                              | Michele Coppino                 | 30 mars 1884 – 17 février 1888       |                      |
|                                                       | Paolo Boselli                   | 17 février 1888 – 6 février 1891     | Crispi I·II          |
|                                                       | Pasquale Villari                | 6 février 1891 – 15 mai 1892         | di Rudinì I          |
|                                                       | Ferdinando Martini              | 15 mai 1892 – 15 décembre 1983       | Giolitti I           |
|                                                       | Guido Baccelli                  | 15 décembre 1983 – 10 mars 1896      | Crispi III·IV        |
|                                                       | Emanuele Gianturco              | 10 mars 1896 – 18 septembre 1897     | di Rudinì II·III     |
|                                                       | Giovanni Codronchi              | 18 septembre 1897 – 14 décembre 1897 | di Rudinì III        |
|                                                       | Nicolò Gallo                    | 14 décembre 1897 – 1er juin 1898     | di Rudinì IV         |
|                                                       | Luigi Cremona                   | 1er juin 1898 – 29 juin 1898         | di Rudinì V          |
|                                                       | Guido Baccelli                  | 29 juin 1898 – 24 juin 1900          | Pelloux I·II         |
|                                                       | Nicolò Gallo                    | 24 juin 1900 – 15 février 1901       | Saracco              |
|                                                       | Nunzio Nasi                     | 15 février 1901 – 3 septembre 1903   | Zanardelli           |
|                                                       | Vittorio Emanuele Orlando       | 3 septembre 1903 – 27 mars 1905      | Giolitti II          |
| Tittoni                                               | Vittorio Emanuele Orlando       | 3 septembre 1903 – 27 mars 1905      |                      |
|                                                       | Leonardo Bianchi                | 27 mars 1905 – 24 décembre 1905      | Fortis I             |
|                                                       | Errico De Marinis               | 24 décembre 1905 – 8 février 1906    | Fortis II            |
|                                                       | Paolo Boselli                   | 8 février 1906 – 29 mai 1906         | Sonnino I            |
|                                                       | Guido Fusinato                  | 29 mai 1906 – 2 août 1906            | Giolitti III         |
|                                                       | Luigi Rava                      | 2 août 1906 – 10 décembre 1909       | Giolitti III         |
|                                                       | Edoardo Daneo                   | 10 décembre 1909 – 31 mars 1910      | Sonnino II           |
|                                                       | Luigi Credaro                   | 31 mars 1910 – 19 mars 1914          | Luzzatti             |
| Giolitti IV                                           | Luigi Credaro                   | 31 mars 1910 – 19 mars 1914          |                      |
|                                                       | Edoardo Daneo                   | 21 mars 1914 – 31 octobre 1914       | Salandra I           |
|                                                       | Pasquale Grippo                 | 31 octobre 1914 – 18 juin 1916       | Salandra II          |
|                                                       | Francesco Ruffini               | 18 juin 1916 – 30 octobre 1917       | Boselli              |
|                                                       | Agostino Berenini               | 30 octobre 1917 – 23 juin 1919       | Orlando              |
|                                                       | Roberto De Vito                 | 23 juin 1919 – 16 septembre 1919     | Nitti I              |
|                                                       | Pietro Chimienti                | 16 septembre 1919 – 14 mars 1920     | Nitti I              |
|                                                       | Giulio Alessio                  | 14 mars 1920 – 21 mai 1920           | Nitti I              |
|                                                       | Andrea Torre                    | 21 mai 1920 – 15 juin 1920           | Nitti II             |
|                                                       | Benedetto Croce                 | 15 juin 1920 – 4 juillet 1921        | Giolitti V           |
|                                                       | Orso Mario Corbino              | 4 juillet 1921 – 22 février 1922     | Bonomi I             |
|                                                       | Antonino Anile                  | 26 février 1922 – 28 octobre 1922    | Facta I·II           |
|                                                       | Giovanni Gentile                | 30 octobre 1922 – 1er juillet 1924   | Mussolini            |
|                                                       | Alessandro Casati               | 1er juillet 1924 – 5 janvier 1925    | Mussolini            |
|                                                       | Pietro Fedele                   | 5 janvier 1925 – 9 juillet 1928      | Mussolini            |
|                                                       | Giuseppe Belluzzo               | 9 juillet 1928 – 12 septembre 1929   | Mussolini            |
|                                                       | Balbino Giuliano                | 12 septembre 1929 – 20 juillet 1932  | Mussolini            |
|                                                       | Francesco Ercole                | 20 juillet 1932 – 24 janvier 1935    | Mussolini            |
|                                                       | Cesare Maria De Vecchi          | 24 janvier 1935 – 15 novembre 1936   | Mussolini            |
|                                                       | Giuseppe Bottai                 | 15 novembre 1936 – 5 février 1943    | Mussolini            |
|                                                       | Carlo Alberto Biggini           | 5 février 1943 – 25 juillet 1943     | Mussolini            |
|                                                       | Leonardo Severi                 | 25 juillet 1943 – 11 février 1944    | Badoglio I           |
|                                                       | Giovanni Cuomo                  | 11 février 1944 – 17 avril 1944      | Badoglio I           |
|                                                       | Adolfo Omodeo                   | 22 avril 1944 – 8 juin 1944          | Badoglio II          |
|                                                       | Guido De Ruggiero               | 18 juin 1944 – 10 décembre 1944      | Bonomi II            |
|                                                       | Vincenzo Arangio-Ruiz           | 12 décembre 1944 – 8 décembre 1945   | Bonomi III           |
| Parri                                                 | Vincenzo Arangio-Ruiz           | 12 décembre 1944 – 8 décembre 1945   |                      |
|                                                       | Enrico Molè                     | 8 décembre 1945 – 1er juillet 1946   | De Gasperi I         |
| Titres successifs : - Éducation nationale (1929-1944) |                                 |                                      |                      |

### République italienne
| Ministre (Naissance-Décès)                                | Ministre (Naissance-Décès)            | Mandat                              | Parti | Parti           | Gouvernement              |
| --------------------------------------------------------- | ------------------------------------- | ----------------------------------- | ----- | --------------- | ------------------------- |
|                                                           | Guido Gonella (1905-1982)             | 14 juillet 1946 – 26 juillet 1951   |       | DC              | De Gasperi II·III·IV·V·VI |
|                                                           | Antonio Segni (1891-1972)             | 26 juillet 1951 – 16 juillet 1953   |       | DC              | De Gasperi VII            |
|                                                           | Giuseppe Bettiol (1907-1982)          | 16 juillet 1953 – 17 août 1953      |       | DC              | De Gasperi VIII           |
|                                                           | Antonio Segni (1891-1972)             | 17 août 1953 – 19 janvier 1954      |       | DC              | Pella                     |
|                                                           | Egidio Tosato (1902-1984)             | 19 janvier 1954 – 10 février 1954   |       | DC              | Fanfani I                 |
|                                                           | Gaetano Martino (1900-1967)           | 10 février 1954 – 19 septembre 1954 |       | PLI             | Scelba                    |
|                                                           | Giuseppe Ermini (1900-1981)           | 19 septembre 1954 – 6 juillet 1955  |       | DC              | Scelba                    |
|                                                           | Paolo Rossi (1900-1985)               | 6 juillet 1955 – 20 mai 1957        |       | PSDI            | Segni I                   |
|                                                           | Aldo Moro (1916-1978)                 | 20 mai 1957 – 16 février 1959       |       | DC              | Zoli                      |
| Fanfani II                                                | Aldo Moro (1916-1978)                 | 20 mai 1957 – 16 février 1959       |       | DC              |                           |
|                                                           | Giuseppe Medici (1907-2000)           | 16 février 1959 – 27 juillet 1960   |       | DC              | Segni II                  |
| Tambroni                                                  | Giuseppe Medici (1907-2000)           | 16 février 1959 – 27 juillet 1960   |       | DC              |                           |
|                                                           | Giacinto Bosco (1905-1997)            | 27 juillet 1960 – 22 février 1962   |       | DC              | Fanfani III               |
|                                                           | Luigi Gui (1914-2010)                 | 22 février 1962 – 25 juin 1968      |       | DC              | Fanfani IV                |
| Leone I                                                   | Luigi Gui (1914-2010)                 | 22 février 1962 – 25 juin 1968      |       | DC              |                           |
| Moro I·II·III                                             | Luigi Gui (1914-2010)                 | 22 février 1962 – 25 juin 1968      |       | DC              |                           |
|                                                           | Giovanni Battista Scaglia (1910-2006) | 25 juin 1968 – 13 décembre 1968     |       | DC              | Leone II                  |
|                                                           | Fiorentino Sullo (1921-2000)          | 13 décembre 1968 – 24 mars 1969     |       | DC              | Rumor I                   |
|                                                           | Mario Ferrari Aggradi (1916-1997)     | 24 mars 1969 – 28 mars 1970         |       | DC              | Rumor I·II                |
|                                                           | Riccardo Misasi (1932-2000)           | 28 mars 1970 – 6 août 1970          |       | DC              | Rumor III                 |
|                                                           | Elena Gatti Caporaso (1918-1999)      | 6 août 1970 – 16 février 1972       |       | PSI             | Colombo                   |
|                                                           | Riccardo Misasi (1932-2000)           | 18 février 1972 – 26 juin 1972      |       | DC              | Andreotti I               |
|                                                           | Oscar Luigi Scalfaro (1918-2012)      | 26 juin 1972 – 8 juillet 1973       |       | DC              | Andreotti II              |
|                                                           | Franco Maria Malfatti (1927-1991)     | 8 juillet 1973 – 13 mars 1978       |       | DC              | Rumor IV·V                |
| Moro IV·V                                                 | Franco Maria Malfatti (1927-1991)     | 8 juillet 1973 – 13 mars 1978       |       | DC              |                           |
| Andreotti III                                             | Franco Maria Malfatti (1927-1991)     | 8 juillet 1973 – 13 mars 1978       |       | DC              |                           |
|                                                           | Mario Pedini (1918-2003)              | 13 mars 1978 – 21 mars 1979         |       | DC              | Andreotti IV              |
|                                                           | Giovanni Spadolini (1925-1994)        | 21 mars 1979 – 5 août 1979          |       | PRI             | Andreotti V               |
|                                                           | Salvatore Valitutti (1907-1992)       | 5 août 1979 – 4 avril 1980          |       | PLI             | Cossiga I                 |
|                                                           | Adolfo Sarti (1928-1992)              | 4 avril 1980 – 18 octobre 1980      |       | DC              | Cossiga II                |
|                                                           | Guido Bodrato (1933)                  | 18 octobre 1980 – 1er décembre 1982 |       | DC              | Forlani                   |
| Spadolini I·II                                            | Guido Bodrato (1933)                  | 18 octobre 1980 – 1er décembre 1982 |       | DC              |                           |
|                                                           | Franca Falcucci (1926-2014)           | 1er décembre 1982 – 29 juillet 1987 |       | DC              | Fanfani V                 |
| Craxi I·II                                                | Franca Falcucci (1926-2014)           | 1er décembre 1982 – 29 juillet 1987 |       | DC              |                           |
| Fanfani VI                                                | Franca Falcucci (1926-2014)           | 1er décembre 1982 – 29 juillet 1987 |       | DC              |                           |
|                                                           | Giovanni Galloni (1927-2018)          | 29 juillet 1987 – 23 juillet 1989   |       | DC              | Goria                     |
| De Mita                                                   | Giovanni Galloni (1927-2018)          | 29 juillet 1987 – 23 juillet 1989   |       | DC              |                           |
|                                                           | Sergio Mattarella (1941)              | 23 juillet 1989 – 27 juillet 1990   |       | DC              | Andreotti VI              |
|                                                           | Gerardo Bianco (1931)                 | 27 juillet 1990 – 13 avril 1991     |       | DC              | Andreotti VI              |
|                                                           | Riccardo Misasi (1932-2000)           | 13 avril 1991 – 28 juin 1992        |       | DC              | Andreotti VII             |
|                                                           | Rosa Russo Iervolino (1936)           | 28 juin 1992 – 11 mai 1994          |       | DC / PPI (1994) | Amato I                   |
| Ciampi                                                    | Rosa Russo Iervolino (1936)           | 28 juin 1992 – 11 mai 1994          |       | DC / PPI (1994) |                           |
|                                                           | Francesco D'Onofrio (1939)            | 11 mai 1994 – 17 janvier 1995       |       | CCD             | Berlusconi I              |
|                                                           | Giancarlo Lombardi (1937-2017)        | 17 janvier 1995 – 17 mai 1996       |       | Indépendant     | Dini                      |
|                                                           | Luigi Berlinguer (1932)               | 17 mai 1996 – 25 avril 2000         |       | PDS / DS (1998) | Prodi I                   |
| D'Alema I·II                                              | Luigi Berlinguer (1932)               | 17 mai 1996 – 25 avril 2000         |       | PDS / DS (1998) |                           |
|                                                           | Tullio De Mauro (1932-2017)           | 26 avril 2000 – 11 juin 2001        |       | Indépendant     | Amato II                  |
| Fusionné (Éducation, Enseignement supérieur et Recherche) |                                       |                                     |       |                 |                           |
|                                                           | Giuseppe Fioroni (1958)               | 17 mai 2006 – 8 mai 2008            |       | DL / PD (2007)  | II                        |
| Fusionné (Éducation, Enseignement supérieur et Recherche) |                                       |                                     |       |                 |                           |
|                                                           | Lucia Azzolina (1982)                 | 10 janvier 2020 – 13 février 2021   |       | M5S             | Conte II                  |
|                                                           | Patrizio Bianchi (1952)               | 13 février 2021 - 22 octobre 2022   |       | Indépendant     | Draghi                    |
|                                                           | Giuseppe Valditara (1961)             | depuis le 22 octobre 2022           |       | Ligue           | Meloni                    |